# جون كاسبار وايلد
جون كاسبار وايلد (بالإنجليزية: John Caspar Wild)‏ هو مصمم ليثوغراف ورسام أمريكي، ولد في 1 يوليو 1804 في ريكترسفيل في سويسرا، وتوفي في 12 أغسطس 1846 في دافنبورت في الولايات المتحدة.